# Marina Kosjevaja
Marina Vladimirovna Kosjevaja (Russisch: Марина Владимировна Кошевая) (Moskou, 1 april 1960) is een Sovjet-Russisch zwemmer.

## Biografie
Kosjevaja won tijdens de Olympische Zomerspelen van 1976 de gouden medaille medaille op de 200m schoolslag in een wereldrecord en de bronzen medaille op de 100m schoolslag.

## Internationale toernooien
| Jaar | Olympische Spelen                 | Wereldkampioenschappen |
| ---- | --------------------------------- | ---------------------- |
| 1976 | 100m schoolslag · 200m schoolslag |                        |
| 1977 |                                   |                        |
| 1978 |                                   | 14e 100m schoolslag    |

1924: Lucy Morton ·
1928: Hilde Schrader ·
1932: Clare Dennis ·
1936: Hideko Maehata ·
1948: Nel van Vliet ·
1952: Éva Székely ·
1956: Ursula Happe ·
1960: Anita Lonsbrough ·
1964: Galina Prozoemensjtsjikova ·
1968: Sharon Wichman ·
1972: Beverley Whitfield ·
1976: Marina Kosjevaja ·
1980: Lina Kačiušytė ·
1984: Anne Ottenbrite ·
1988: Silke Hörner ·
1992: Kyoko Iwasaki ·
1996: Penelope Heyns ·
2000: Ágnes Kovács ·
2004: Amanda Beard ·
2008: Rebecca Soni ·
2012: Rebecca Soni ·
2016: Rie Kaneto ·
2020: Tatjana Schoenmaker ·
2024: Kate Douglass